# الخير والشر

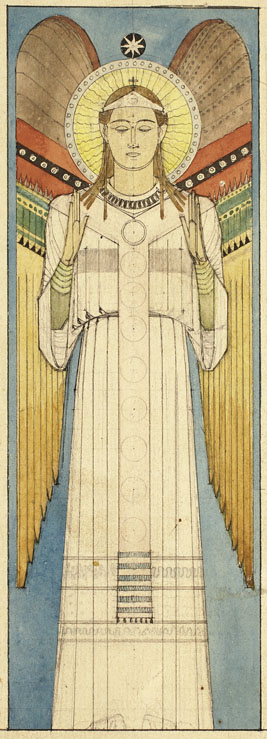
الملاك رمز الخير في معظم الاديان

الحسنات والسيئات أو الخير والشر هي الأعمال الخيرة والشريرة ودائماً ما يقرن اسمهما على الصراع الدائم بين طيبة القلب وقسوته، وبين الناس وبعضهم وأحيانًا بين بني البشر والشياطين ويرمز أيضًا إلى صراع الإنسان الداخلي لعمل الخير.

## رموز
يُرمز للخير والعمل الصالح بالملائكة واللون الأبيض والسماء والزهور وتغنى الأدباء والشعراء بالنور وشروق الشمس على أنه صورة على التصالح مع الذات وخير الإنسان وخير البشرية.

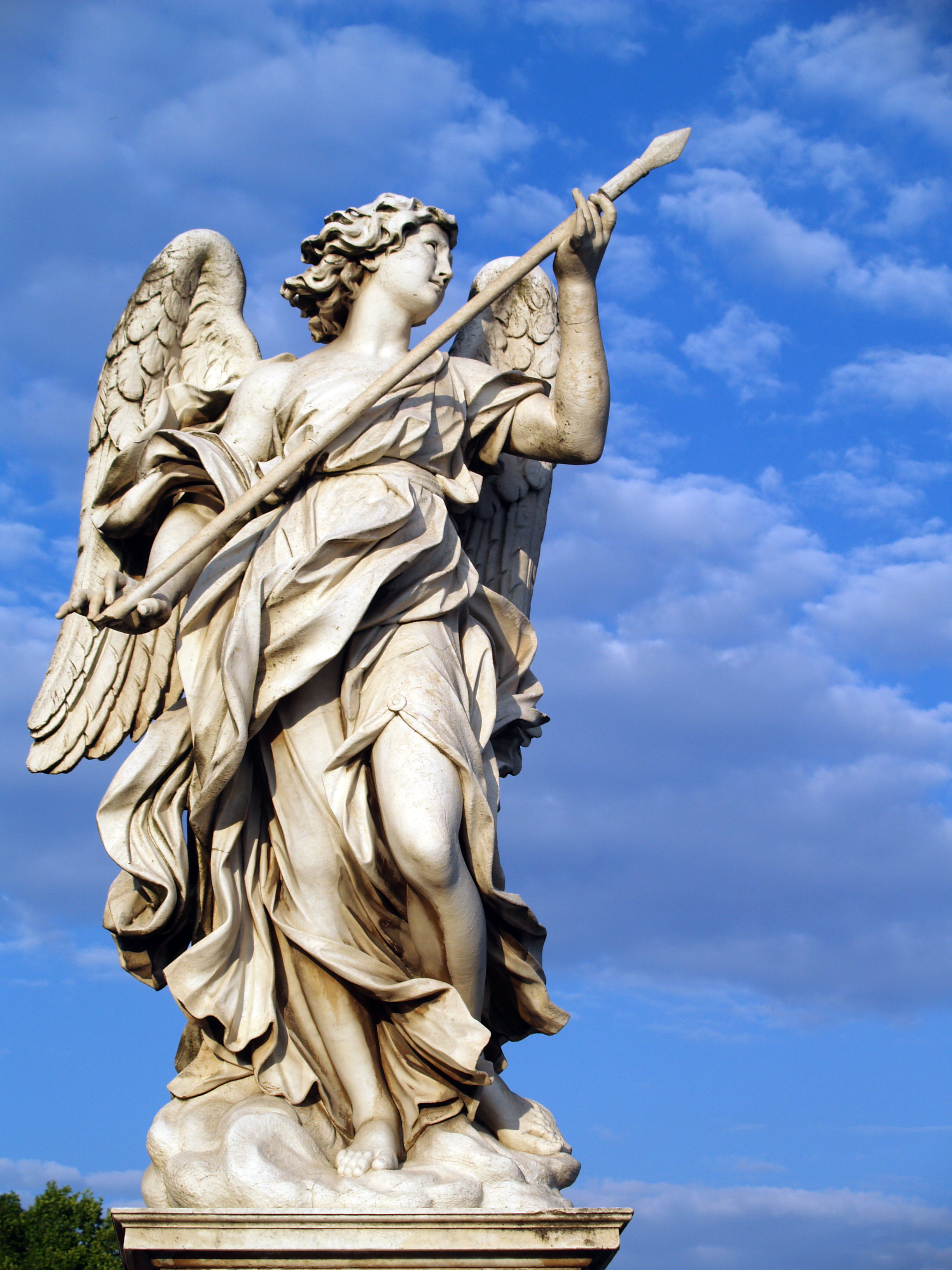
تمثال ملاك يحمل الرمح على جسر الملائكة في روما من تصميم جان لورينزو برنيني

يُرمز إلى للشر والأعمال السيئة بشياطين والنار والعالم السفلي واللون الأسود ولطالما تفنن الفنانون بإرعاب الناس بتصوير الليل على أنه مبعث الأرواح الشريرة.

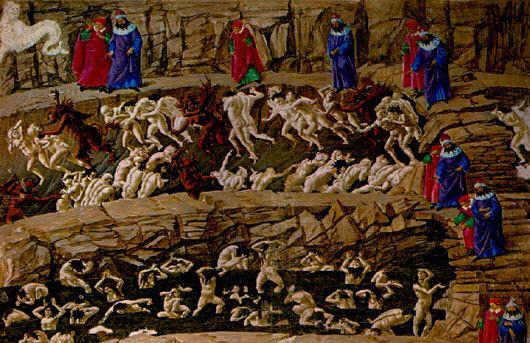
لوحة ساندرو بوتيتشيلي تصور الجحيم حسب رؤية دانتي أليغييري في رائعة الكوميديا الإلهية

## مفهوم الخير والشر
دائمًا ما كان موضوع الأعمال الخيرة والشريرة هي محور عقيدة كل دين، وتدعو كل الأديان والفلسفات إلى الابتعاد عن العمل السيئ وتوجه الإنسان نحو الأفعال الخيرة للخلاص.
لكن منذ بدء الحضارة ظهرت جدلية الخير المطلق والشر المطلق، وتساءل الإنسان إذا كان الرب هو الخير المطلق فلماذا خلق الشر. "كتاب أديان العالم لهوستن سميث"

## في الديانات الإبراهيمية

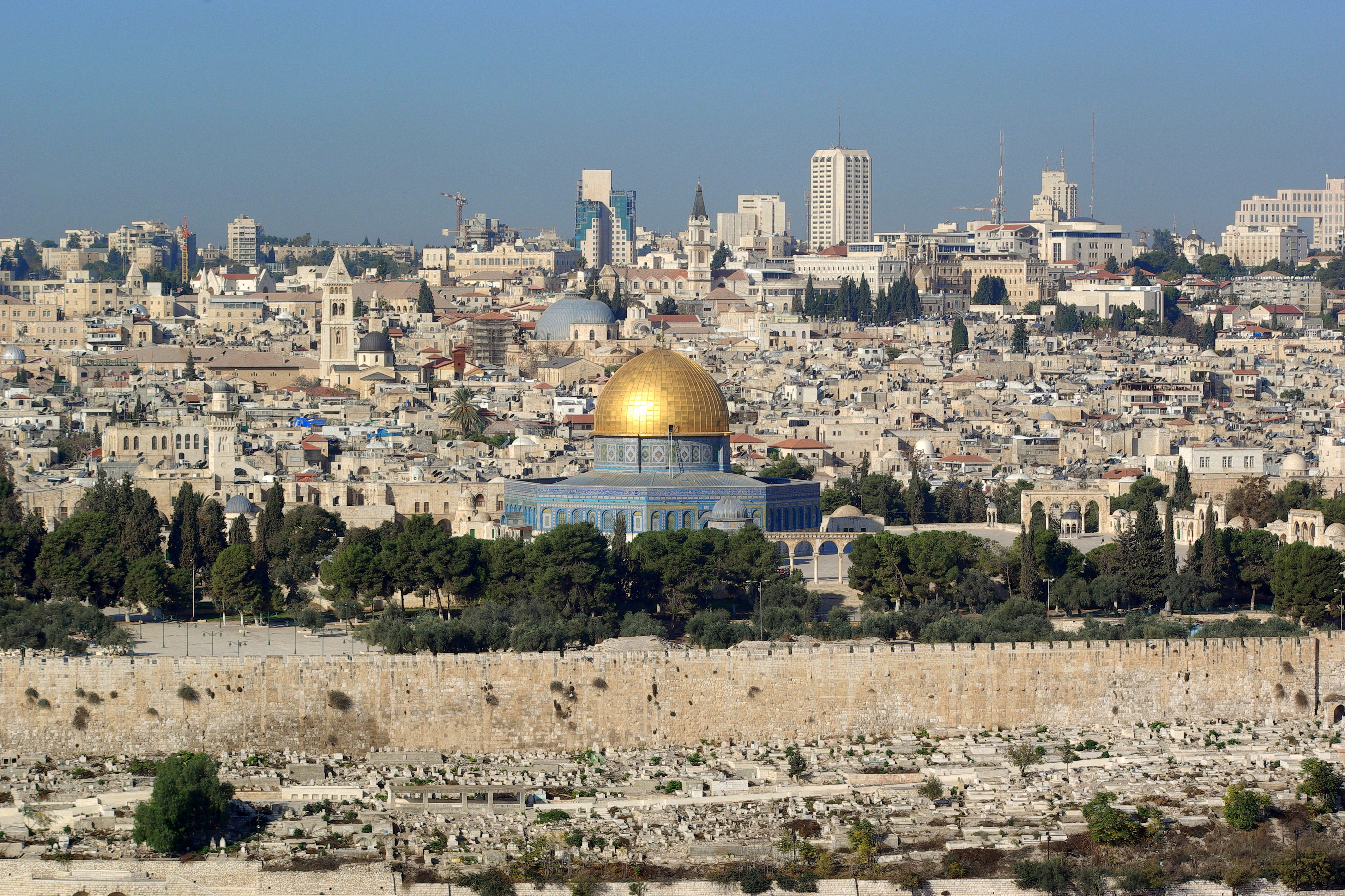
الأراضي المقدسة تعتبر المكان الذي خصه الله للمختارين الأخيار لينتصرو على الأشرار، بحسب الديانات الإبراهيمية

تؤمن الديانات الإبراهيمية بالتوحيد، وتعتقد أن بيد الله خلاص الإنسان، وذلك عن طريق العمل الصالح والابتعاد عن المعاصي.

### في الإسلام
تعتبر العقيدة الإسلامية أكثر حداثة من باقي الأديان ورغم أن ظهور المذاهب وطوائف في كل دين هو أمر يصعب البحث والدراسة، إلا أن الإسلام يعتقد بثوابت تتشابه وتختلف مع باقي الأديان:
- الفطرة: الأيديولوجية الإسلامية قائمة على أن الأصل في الإنسان هو الخير، وأن الإنسان وكل المخلوقات خلقوا على الفطرة السليمة.

ويقول الله سبحانه وتعالى في القرآن الكريم:{فَأَقِمْ وَجْهَكَ لِلدِّينِ حَنِيفًا ۚ فِطْرَتَ اللَّهِ الَّتِي فَطَرَ النَّاسَ عَلَيْهَا ۚ لَا تَبْدِيلَ لِخَلْقِ اللَّهِ ۚ ذَٰلِكَ الدِّينُ الْقَيِّمُ وَلَٰكِنَّ أَكْثَرَ النَّاسِ لَا يَعْلَمُونَ}  سورة الروم آية :30
- الحسنات: ويعتقد المسلمون أن الحسنات تغفر السيئات وتمحوها جميعًا، فيقول الله تعالى في القرآن ﴿وَأَقِمِ الصَّلَاةَ طَرَفَيِ النَّهَارِ وَزُلَفًا مِّنَ اللَّيْلِ ۚ إِنَّ الْحَسَنَاتِ يُذْهِبْنَ السَّيِّئَاتِ ۚ ذَٰلِكَ ذِكْرَىٰ لِلذَّاكِرِينَ﴾[3] سورة هود آية:114[4]، ويعتقد المسلمين أن الله خص المسلمين بأن يعطي المسلم مقابل كل حسنة يفعلها أضعاف حسناته، وأما السيئة وفي حال لم تغفر له فتكتب كما هي «6126 حدثنا أبو معمر حدثنا عبد الوارث حدثنا جعد بن دينار أبو عثمان حدثنا أبو رجاء العطاردي عن ابن عباس رضي الله عنهما عن النبي صلى الله عليه وسلم فيما يروي عن ربه عز وجل قال: «إنّ اللّه كَتَب الحَسَنات والسيئات ثُمّ بيَّن ذلك فَمَن هَمّ بِحَسَنَة فَلَم يَعمَلها كَتَبَها اللّه تَبارَكَ وَتَعالى عندَهُ حَسَنَة كاملة، وإن هَمّ بها فَعَملها كَتبها اللّه عشر حَسَنات إلى سبعمئة ضِعف إلى أضعاف كثيرة، وإن هَمّ بِسيئة فَلَم يَعملها كتَبَها اللّه تَعالى عنده حَسَنَة كاملة، وإن هَمّ بها فَعَمِلَها كَتَبَها اللّه سيئَة واحِدة»»[5]
- مغفرة: ويؤمن المسلمون كذلك أن الغفران غير مشروط لأن العلاقة بين العبد وربه بدون وسائط يقول سبحانه وتعالى: ﴿۞ قُلۡ يَـٰعِبَادِيَ ٱلَّذِينَ أَسۡرَفُوا۟ عَلَىٰۤ أَنفُسِهِمۡ لَا تَقۡنَطُوا۟ مِن رَّحۡمَةِ ٱللَّهِ ۚ إِنَّ ٱللَّهَ يَغۡفِرُ ٱلذُّنُوبَ جَمِيعًا ۚ إِنَّهُۥ هُوَ ٱلۡغَفُورُ ٱلرَّحِيمُ﴾ [6] سورة الزمر آية:53
- السيئات ويعتقد المسلمون أن المسيئين سوف يعذبون بنار جهنم، وأن البعض سوف يعذبون بالجحيم الأبدي جزاءًا بأفعالهم، يقول سبحانه وتعالى ﴿۞ نَبِّئۡ عِبَادِيۤ أَنِّيۤ أَنَا ٱلۡغَفُورُ ٱلرَّحِيمُ ۝ وَأَنَّ عَذَابِي هُوَ ٱلۡعَذَابُ ٱلۡأَلِيمُ ۝﴾ [7] سورة الحجر آيات:49و50
- الخطأ ويقول النبي محمد عليه الصلاة والسلام: «كُلُّ ابْنِ آدَمَ خَطَّاءٌ وَخَيْرُ الْخَطَّائِينَ التَّوَّابُونَ».[8] وهذا يعني أن الخطيئة صفة طبيعية عند الإنسان ولا يوجد أحد معصوم حسب العقيدة الإسلامية.

يؤمن المسلمون بخطيئة الشيطان ووسوسته ويدعو الإسلام إلى الابتعاد عن المخطئين والمسيئين الذين يصفهم بالمفسدين بالارض،
ولا يؤمن المسلمون بالخطيئة الجماعية أو الخطيئة المتوارثة وإنما لكل إنسان أعماله الخاصة به يقول الله سبحانه وتعالى ﴿وَلَا تَزِرُ وَازِرَةࣱ وِزۡرَ أُخۡرَىٰ ۚ ثُمَّ إِلَىٰ رَبِّكُم مَّرۡجِعُكُمۡ فَيُنَبِّئُكُم بِمَا كُنتُمۡ فِيهِ تَخۡتَلِفُونَ﴾ (الأنعام 164).

### في المسيحية
رغم الاختلافات بين المذاهب المسيحية إلا أنها متفقة في الأساس، ومن هذه الثوابت هي تعريف الخطيئة هي «رفض لفعل خيّر أو تخريبه، وبالتالي هي رفض الخير المطلق ومن ثم رفض منبعه أي رفض ملكوت الله»، وقد تصل إلى حالة الانفصال عن ملكوت الله بشكل نهائي في حال عدم التوبة أو الاستمرار في ممارستها بلامبالاة. تشترط العقيدة المسيحية في الخطيئة أن تكون صادرة عن وعي ومعرفة، ولذلك فإن الخطايا التي ترتكت عن غير معرفة أو قصد لا يعتبر الإنسان مسؤولَا عنها.
و تقسم الخطايا، من حيث نوعها، إلى ثلاث أنواع: طفيفة، وثقيلة، ومميتة، بكل الأحوال فإن كل خطيئة من الممكن أن يقبل الله التوبة عنها، صافحًا وغافرًا، يقول يسوع المسيح عن سر التوبة لتلاميذه: «خذوا الروح القدس، من غفرتم خطاياهم تغفر لهم، ومن امسكتم خطاياهم تمسك لهم». يوحنا 20/ 1-23 . فأعطى الرسل وخلفاءهم الأساقفة والكهنة سلطان حل الخطايا، فالكاهن يعلن مغفرة الخطايا للتائب باسم يسوع، إنه سر الشراكة والمصالحة حيث تتجلى رحمة الله محبته وحنانه وانتظاره لعودتنا وانطلاقتنا في ولادة جديدة.
رغم الاختلافات بين الكنائس المسيحية عن سلطة الكنيسة في المغفرة حيث يعتقد البروتستانتين ان المغفرة حق إلٰهي ليس للكهنة حق فيه.
كما ان المسيحين لا يؤمنون بفطرة الإنسان الصالحة أو السيئة وإنما الإنسان له عقل يميز بين الصالح والطالح وكذلك يؤمن المسيحيون أن الأعمال الصالحة والأعمال السيئة متساوية، إنجيل يوحنا: 29 ﴿فَيَخْرُجُ الَّذِينَ فَعَلُوا الصَّالِحَاتِ إِلَى قِيَامَةِ الْحَيَاةِ، وَالَّذِينَ عَمِلُوا السَّيِّئَاتِ إِلَى قِيَامَةِ الدَّيْنُونَةِ﴾.
ويؤمن المسيحيين بفداء المسيح بنفسه من أجل الخلاص المسيحين من ذنوبهم، ويؤمنون بوجود الشيطان وتظليله للناس.
ويؤمن المسيحيون أن العمل الصالح هو الفضل الذي يميزهم عن الأشرار، إنجيل لوقا الإصحاح السادس ﴿27 «لكِنِّي أَقُولُ لَكُمْ أَيُّهَا السَّامِعُونَ: أَحِبُّوا أَعْدَاءَكُمْ، أَحْسِنُوا إِلَى مُبْغِضِيكُمْ، 28 بَارِكُوا لَاعِنِيكُمْ، وَصَلُّوا لِأَجْلِ الَّذِينَ يُسِيئُونَ إِلَيْكُمْ. 29 مَنْ ضَرَبَكَ عَلَى خَدِّكَ فَاعْرِضْ لَهُ الْآخَرَ أَيْضًا، وَمَنْ أَخَذَ رِدَاءَكَ فَلَا تَمْنَعْهُ ثَوْبَكَ أَيْضًا. 30 وَكُلُّ مَنْ سَأَلَكَ فَأَعْطِهِ، وَمَنْ أَخَذَ الَّذِي لَكَ فَلَا تُطَالِبْهُ. 31 وَكَمَا تُرِيدُونَ أَنْ يَفْعَلَ النَّاسُ بِكُمُ افْعَلُوا أَنْتُمْ أَيْضًا بِهِمْ هكَذَا. 32 وَإِنْ أَحْبَبْتُمُ الَّذِينَ يُحِبُّونَكُمْ، فَأَيُّ فَضْل لَكُمْ؟ فَإِنَّ الْخُطَاةَ أَيْضًا يُحِبُّونَ الَّذِينَ يُحِبُّونَهُمْ. 33 وَإِذَا أَحْسَنْتُمْ إِلَى الَّذِينَ يُحْسِنُونَ إِلَيْكُمْ، فَأَيُّ فَضْل لَكُمْ؟ فَإِنَّ الْخُطَاةَ أَيْضًا يَفْعَلُونَ هكَذَا. 34 وَإِنْ أَقْرَضْتُمُ الَّذِينَ تَرْجُونَ أَنْ تَسْتَرِدُّوا مِنْهُمْ، فَأَيُّ فَضْل لَكُمْ؟ فَإِنَّ الْخُطَاةَ أَيْضًا يُقْرِضُونَ الْخُطَاةَ لِكَيْ يَسْتَرِدُّوا مِنْهُمُ الْمِثْلَ. 35 بَلْ أَحِبُّوا أَعْدَاءَكُمْ، وَأَحْسِنُوا وَأَقْرِضُوا وَأَنْتُمْ لَا تَرْجُونَ شَيْئًا، فَيَكُونَ أَجْرُكُمْ عَظِيمًا وَتَكُونُوا بَنِي الْعَلِيِّ، فَإِنَّهُ مُنْعِمٌ عَلَى غَيْرِ الشَّاكِرِينَ وَالْأَشْرَارِ. 36 فَكُونُوا رُحَمَاءَ كَمَا أَنَّ أَبَاكُمْ أَيْضًا رَحِيمٌ.﴾ 
كما ويؤمن المسيحيون بالخطيئة الأصلية والخطيئة العذاب الأبدي بسبب شر الشيطان ﴿اذْهَبُوا عَنِّي يَا مَلَاعِينُ إِلَى النَّارِ الْأَبَدِيَّةِ الْمُعَدَّةِ لِإِبْلِيسَ وَمَلَائِكَتِهِ، لِأَنِّي جُعْتُ فَلَمْ تُطْعِمُونِي. عَطِشْتُ فَلَمْ تَسْقُونِي. كُنْتُ غَرِيبًا فَلَمْ تَأْوُونِي. عُرْيَانًا فَلَمْ تَكْسُونِي. مَرِيضًا وَمَحْبُوسًا فَلَمْ تَزُورُونِي. حِينَئِذٍ يُجِيبُونَهُ هُمْ أَيْضًا قَائِلِينَ: يَا رَبُّ، مَتَى رَأَيْنَاكَ جَائِعًا أَوْ عَطْشَانًا أَوْ غَرِيبًا أَوْ عُرْيَانًا أَوْ مَرِيضًا أَوْ مَحْبُوسًا وَلَمْ نَخْدِمْكَ؟ فَيُجِيبُهُمْ قِائِلًا: الْحَقَّ أَقُولُ لَكُمْ: بِمَا أَنَّكُمْ لَمْ تَفْعَلُوهُ بِأَحَدِ هؤُلَاءِ الْأَصَاغِرِ، فَبِي لَمْ تَفْعَلُوا. فَيَمْضِي هؤُلَاءِ إِلَى عَذَاب أَبَدِيٍّ وَالْأَبْرَارُ إِلَى حَيَاةٍ أَبَدِيَّةٍ﴾ (إنجيل متى 25: 34-46)

### في اليهودية
يؤمن اليهود بان الأعمال الصالحة وعلى رأسها الوصايا العشر هي التي تنطلق منها كل الأعمال الصالحة ومنها أخذت الديانات الإبراهيمية تعاليمها، وذكرت الوصايا العشر في سفر الخروج من كتاب العهد القديم وتنقسم إلى
- الوصايا بين الإنسان وبين ربه الله تعالى:

1 ﴿أَنَا اللهُ رَّبُّكَ اَلَّذِي أَخْرَجْتُكَ مِنْ بَلَدِ مِصْرَ مِن بَيْتِ الْعُبُودِيَّةِ.﴾
2 ﴿لَا يَكُنْ لَكَ مَعْبُودٌ آخَرٌ مِنْ دُونِي. لَا تَصْنَعْ [صَنَمًا] وَلَا شَبَهًا مِمَّا فِي السَّمَاءِ فِي الْعَلْوِ، وَمِمَّا فِي الْأَرْضِ فِي الْأَسْفَلِ، وَمِمَّا فِي الْمَاءِ تَحْتَ الْأَرْض. لَا تَسْجُدْ لَهَا وَلَا تَعْبُدْهَا، لِأَنِّي اللهُ رَّبُّكَ، المُعاقِبُ، مُطالِبٌ بِذُنُوبِ الْآبَاءِ مَعَ البَنِينَ، وَصَانِعُ الْأَحْسَنَ لِأُلُوفٍ مِنْ مُحِبِّيّ وَحَافِظَيِ وَصَايَايَ﴾.
3 ﴿لَا تَحْلِفْ بِاسْمِ اللهِ رَّبِّكَ بَاطِلًا، لأَنَّ اللَّهَ لَا يُبَرِّئُ مَنْ يَحْلِفُ بِاسْمِهِ بَاطِلًا.﴾
4 ﴿اُذْكُرْ يَوْمَ السَّبْتِ وَقَدِّسْهُ لِتُقَدِّسَهُ، سِتَّةَ أَيَّامٍ تَعْمَلُ وَتَصْنَعُ جَمِيعَ صَنَائِعَكَ، وَالْيَوْمُ السَّابِعُ سَبْتٌ ِللهِ رَّبِّكَ، لَا تَصْنَعْ شَيْئاً مِنْ الصَنائِع، أَنْتَ وَابْنُكَ وَابْنَتُكَ، عَبْدُكَ وَأَمَتُكَ وَبَهَائِمُكَ وَضَيْفُكَ اَلًذِي فِي مُحَلِّكَ، لِأَنَّ اللَّهَ خَلَقَ فِي سِتَّةِ أَيَّامٍ السَّمَوَاتِ وَالْأَرْضَ وَالْبِحَارَ وَجَمِيعَ مَا فِيهَا وأُرَاحَهَا فِي الْيَوْمِ الْسَّابِعِ. لِذٰلِكَ بَارَكَ اللهُ فِي يَوْمِ السَّبْتِ وَقَدَّسَهُ.﴾
- الوصايا بين الإنسان وبين أخيه الإنسان

5 ﴿أَكْرِمْ أَبَاكَ وَأُمَّكَ لِكَيْ يَطُولَ عُمْرُكَ فِي الْبَلَدِ اَلَّذِي اللهُ رَبُّكَ يُعْطِيكَ.﴾
6 ﴿لَا تَقْتُلِ النَّفْسَ.﴾
7 ﴿لَا تَزْنِ.﴾
8 ﴿لَا تَسْرِقْ.﴾
9 ﴿لَا تَشْهَدْ عَلَى صَاحِبِكَ شَهَادَةً بَاطِلَةً.﴾
10 ﴿لَا تَتَمَنَّ مَنْزِلَ صَاحِبِكَ. لَا تَتَمَنَّ زَوْجَتَهُ وَعَبْدَهُ وَأَمَتَهُ وَثَوْرَهُ وَحِمَارَهُ وَجَمِيعَ مَالِهِ.﴾.
يصوم اليهود يوم الغفران ليتوبوا عن ذنوب العام الماضي، بعد عيد رأس السنة تأتي أيام التوبة وفيها يحاسب كل شخص نفسه على ما اقترفت يداه من أخطاء وذنوب نحو الله تعالى ونحو الآخرين، ويشعر بالندم على ما ارتكبه ويعاهد نفسه أن يتصرف تصرفات حسنة سليمة دائماً مع الله تعالى والآخرين.
وهذا معناه ان اليهود يؤمنون بوجوب العمل الصالح من أجل الخلاص من السيئات، ويختلف اليهود في ما بينهم بتفسير موضوع شعب الله المختار حيث ان المؤمنين بالاختيار يعني ان الخير محصور لدى اليهود واما اليهود المنفتحين على الاخرين يرون تساوي البشر جميعا امام الله، ويرى اليهود ان الله ينظر إلى جميع شعوب الأرض بأنهم متساوون لا فرق بينهم كما قال النبي عاموس عليه السلام (9: 7 ترجمة كتاب الحياة) ﴿أَلَسْتُمْ لِي يَا بَنِي إِسْرَائِيلَ مِثْلَ الْكُوشِيِّينَ؟ يَقُولُ الرَّبُّ، أَلَمْ أُخْرِجْ إِسْرَائِيلَ مِنْ دِيَارِ مِصْرَ وَالْفِلِسْطِينِيِّينَ مِنْ كَفْتُورَ وَالآرَامِيِّينَ مِنْ قِيرٍ؟﴾
إن الإنسان الذي يسلك الطريق الصحيح من البشر ويحب لأخيه ما يحب لنفسه ولا يسرق ولا يقتل ويتبع الوصايا العشر فهو من الصالحين وعليه أن يعتبر نفسه من الشعب الله المختار. حسب المِشنا يجب على كل الإنسان أن يرى نفسه بأنه من الصفوة المختارة عند الخالق تعالى. نجد في المِشنا (سانهدرين 4: 13) «إن مَلِكَ مُلُوكَ ٱلمُلُوكِ اَلمُقَدَّسُ تَبَارَكَ ٱللهُ قَدْ طَبَعَ ٱلْإِنْسَ كُلُّهَا بِخَتْمِ آدَمَ ٱلْأَوَّلَ وَلَيْسَ وَاحِدٌ مِنْهُمْ كَمِثْلَ صَاحِبِهِ لِهَذَا ٱلسِّبَبِ يَجِبُ عَلَى كُلٍ وَاحِدٍ وَوَاحِدٍ أَنْ يَقُولَ لِأَجْلِي خُلِقَتِ ٱلدُّنْيَا» وهذا الكلام ينطبق على كل إنسان من اليهود وغيرهم.
ويؤمن اليهود بوجود الشيطان وتجسده بالبشر أيضا والعذاب، رغم عدم وجود تفصيل في ذلك.

## الديانات الأخرى

### في الهندوسية
- يؤمن الهندوسيون—على خلاف المسلمين—بأن الحياة مأساة وأن الكارما وهي تعني العمل وما يترتب عليه، وان خلاص الإنسان من هذه الحياة الدراماتيكية التي ورثها نتيجة تناسخ الارواح هو عن طريق الأعمال الخيرة مثل اليوجا للوصول إلى الآتمان وهو الخير، ويرى الهندوس ان الخير والشر متساوين.

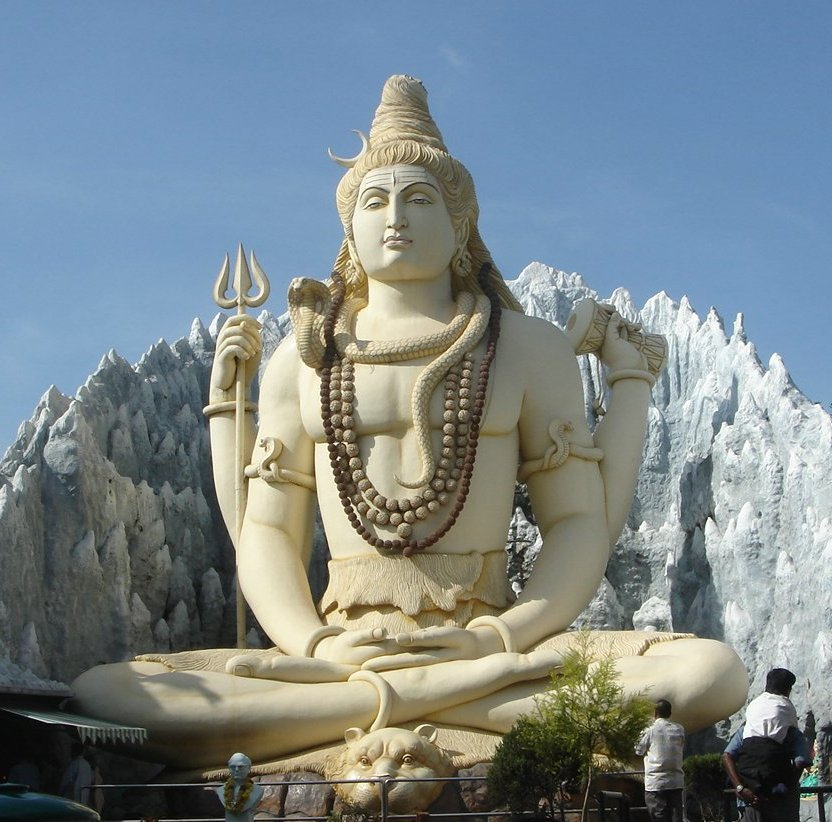
تمثال شيفا في جلسة يوجا تأملية

حسب النظرية الهندوسية، توجد أربعة أهداف للحياة وتسمى بـ:
- دهرما: يدل هذا على نظريات مثل العدل والطهارة والعفة والأخلاق والصداقة والقانون والواجبات وما إلى ذلك.
- أرتها: يدل هذا على المال والثروة، بحيث تقر به الهندوسية بشكل إيجابي شرطا على أنه من اللازم أن يكون اكتسابه واستخدامه منسجما مع مبادئ «دهرما».
- كاما: يدل هذا على التمتع الشهواني ويحتل مكانا بالغ الأهمية عند الهندوسية.
- موكشا: يدل هذا على النجاة من الآلام والأوجاع من الموت بذاته، وهو هدف نهائي لدى الهندوس.[16]

والكارما هي مثل قانون الفعل ورد الفعل، أي أن نظام الكون الإلهي قائم على العدل المحض، هذا العدل الذي سيقع لا محالة، إما في الحياة الحاضرة، أو في الحياة القادمة، وجزاء حياةٍ يكون في حياة أخرى، والأرض هي دار الابتلاء، كما أنها دار الجزاء والثواب.

### في البوذية
لم تتعمق ايديولوجية البوذية الاصلية بموضوعات آلهة ووالملائكة ولا حتى الشيطان، لكن البوذيون يؤمنون بالرموز وخصوصا تصويرهم سيدهارتا غوتاما والمعروف ببوذا بأنه رمز الأعمال الصالحة ورمز الخير وحتى ان بعض المذاهب البوذية تؤلههُ .

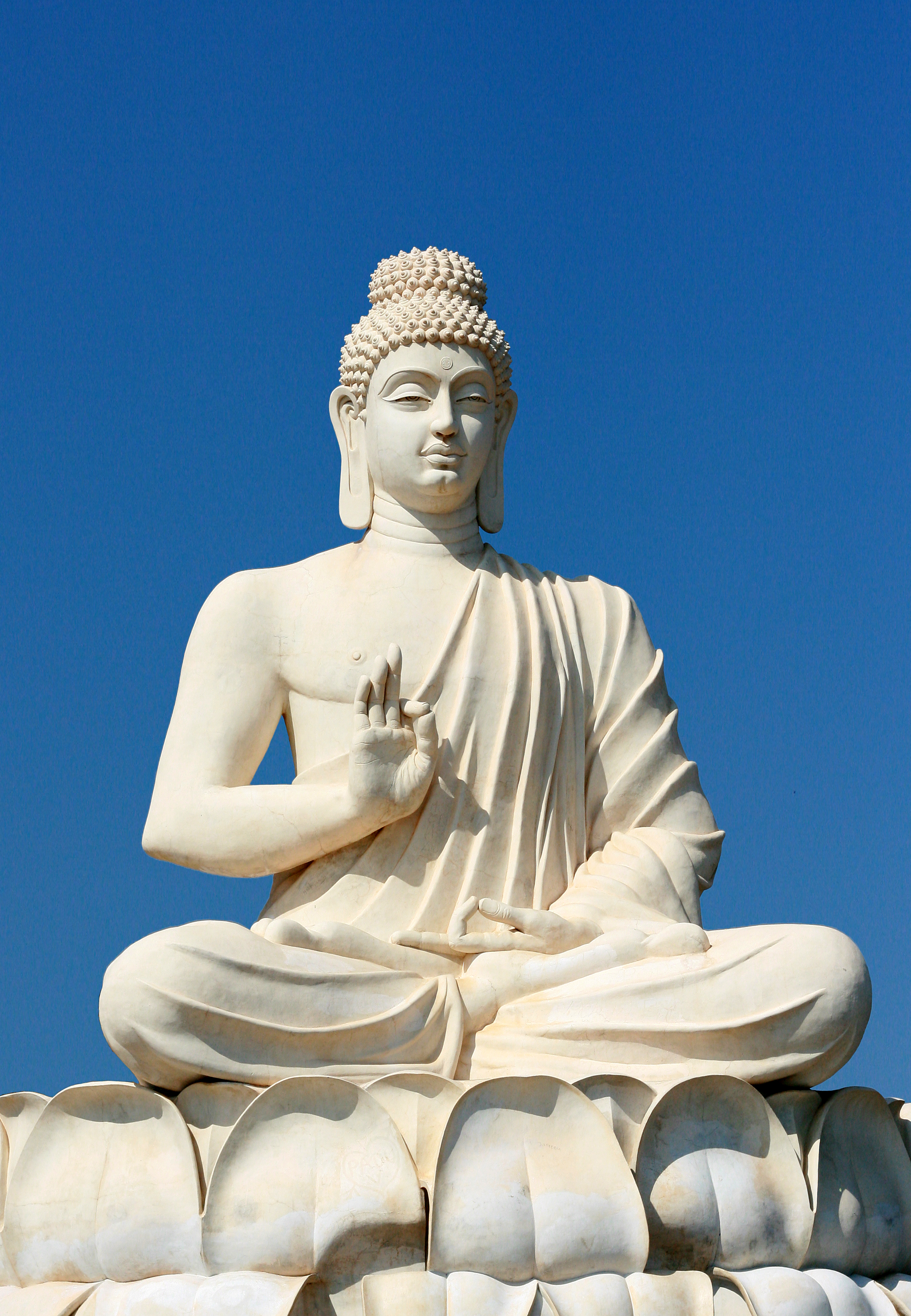
تمثال بوذا في الهند

يؤمن البوذيون ببعض آلهة الهندوس من اخيار واشرار، ويعتقد البوذيون بالحقائق الاربعة النبيلة وهي:
- أولَا ان هذه الحياة الإنسانية في أساسها معاناة متواصلة، منذ لحظات الولادة الأولى وحتى الممات. وللتخلص من العذاب يلجأ البوذيون إلى مفهوم غياب الأنا (أناتمان)، بالنسبة للبوذيين يؤمنون بالتصور الهندوسي لدورة الخلق وتناسخ الارواح، لا يشكل موت راحة وخلاصا من هذه الدورة.
- الحقيقة الثانية عن أصل المعاناة الإنسانية هو الانسياق وراء الشهوات، والرغبة في تلبيتها هي أصل المعاناة، تولدت هذه الرغبة نتيجة عدة عوامل إلا أن الجهل هو أصلها جميعا. إن الجهل بالحقيقة يؤدي إلى الانسياق وراء الملذات يُوّلِدان الجذور الثلاثة لطبيعة الشّر، وهي: الشهوانية، الحِقد والوَهم، وينتج منها كل الأعمال المسيئة.
- الحقيقة الثالثة عن إيقاف المعاناة وتقول بأن الجهل والتعلق بالأشياء المادية يمكن التغلب والقضاء عليهما عن طريق كبح الشهوات ومن ثمة القضاء الكلي، ولا بد من الاستعانة بالقديسين البوذيين من الدرجات العليا، وحتى ببوذا نفسه.
- الحقيقة الرابعة عن الطريق الذي يؤدي إلى إيقاف المعاناة ويتألف الطريق من ثمان مراحل، ويسمى بالدَرْب الثُماني النبيل، تمتد على طول هذا الطريق ثمان فضائل تمثل العمل الصالح:
- الفهم السوي
- التفكير السوي
- القول السوي
- الفعل السوي
- الارتزاق السوي
- الجهد السوي
- الانتباه السوي
- وأخيرا التركيز السوي.

ويؤمن البوذين بالنيرفانا وهي السعادة الدائمة وتكون نتيجة الأعمال الصالحة واتباع الطرق البوذية 

## في الحضارات القديمة

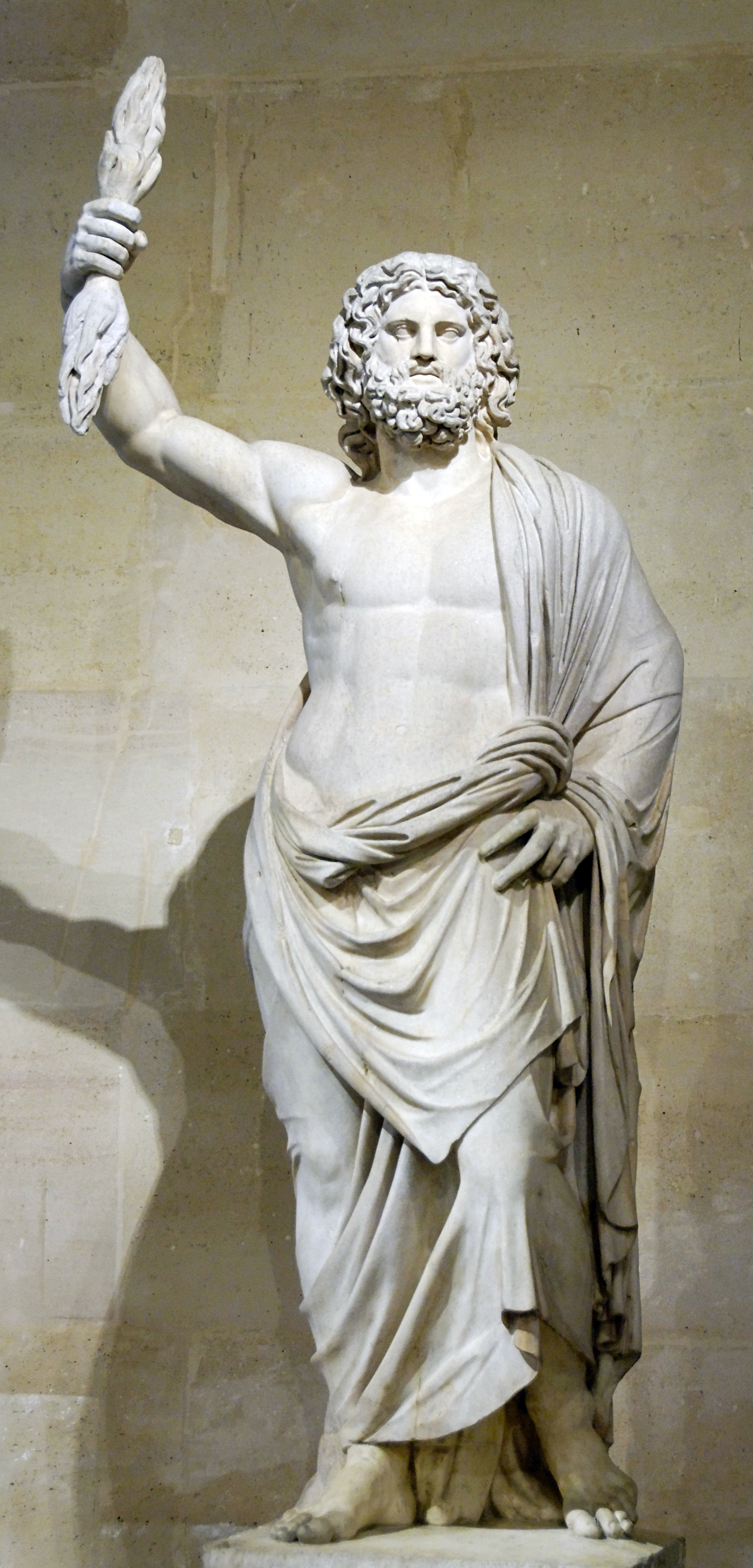
تمثال زيوس

في العصور القديمة لم تكن فكرة الخير والشر واضحة كما هي في الاديان السماوية، وإنما كان الفلاسفة يطرحون اسئلة جدلية ويبدون تصوراتهم عنها، ولم يكن هنالك ما يرقي الخير إلى القدسية وليس هناك ما يحط من الشر إلى التكفير، إلا في ما يخص الملوك الذين كانوا يصوغون الدين والدولة كمسألة شخصية لهم، وتشابهة الاديان القديمة بالوثنية وتعدد الهة.
- الفلسفة اليونانية: اعتبر الاغريق أن الخير مرتبط بصفتين المعرفة والاخلاق، وبحسب رأي سقراط ان أفضل خير في الوجود هو المعرفة، وان الإنسان يولد بريئاً وعقله كصفحة بيضاء ولا يحمل أي نزعة في داخله.

أما أفلاطون (تلميذ سقراط) فقد ربط مفهوم الخير والشر بنظريته المعروفة نظرية المُثل لتفسير طبيعة الكون، التي يقول فيها إن العالم الذي نعيش فيه، هو عالم مليء بالسيئات، وهو عالم غير حقيقي متغير، وبما أنه متغير إذن مملوء من الشر والاخطاء. بينما عالم الخير، هو عالم المُثل، عالم غير متغير، غير محترك، غير خاضع للزمن، هو عالم الخلود، الذي هو موجود في السماوات، حيث هو المُصصم أو الخالق وما يعرفه الإنسان عن الحقيقة ليس سوى ظلها، أي ما موجود في هذا العالم هو فقط تشبيهات للمُثل الموجودة بصورة خالدة في السماء، وقد تأثر أكثر علماء الدين بأفكار افلاطون، مثل الحب الافلاطوني.
وبحسب رأي ارسطو ان أفضل خير في نظره هو معرفة الذات ولهذا ضرب قوله المشهور (اعرف نفسك) أي اعرف نواقصك وعالمك الداخلي، كي تستطيع ان تملأه، أي تنقله إلى مرحلة اللانقص وهي مرحلة الكمال، وذلك عن طريق البرهنة والإستنباط.

### أفلاطونية محدثة

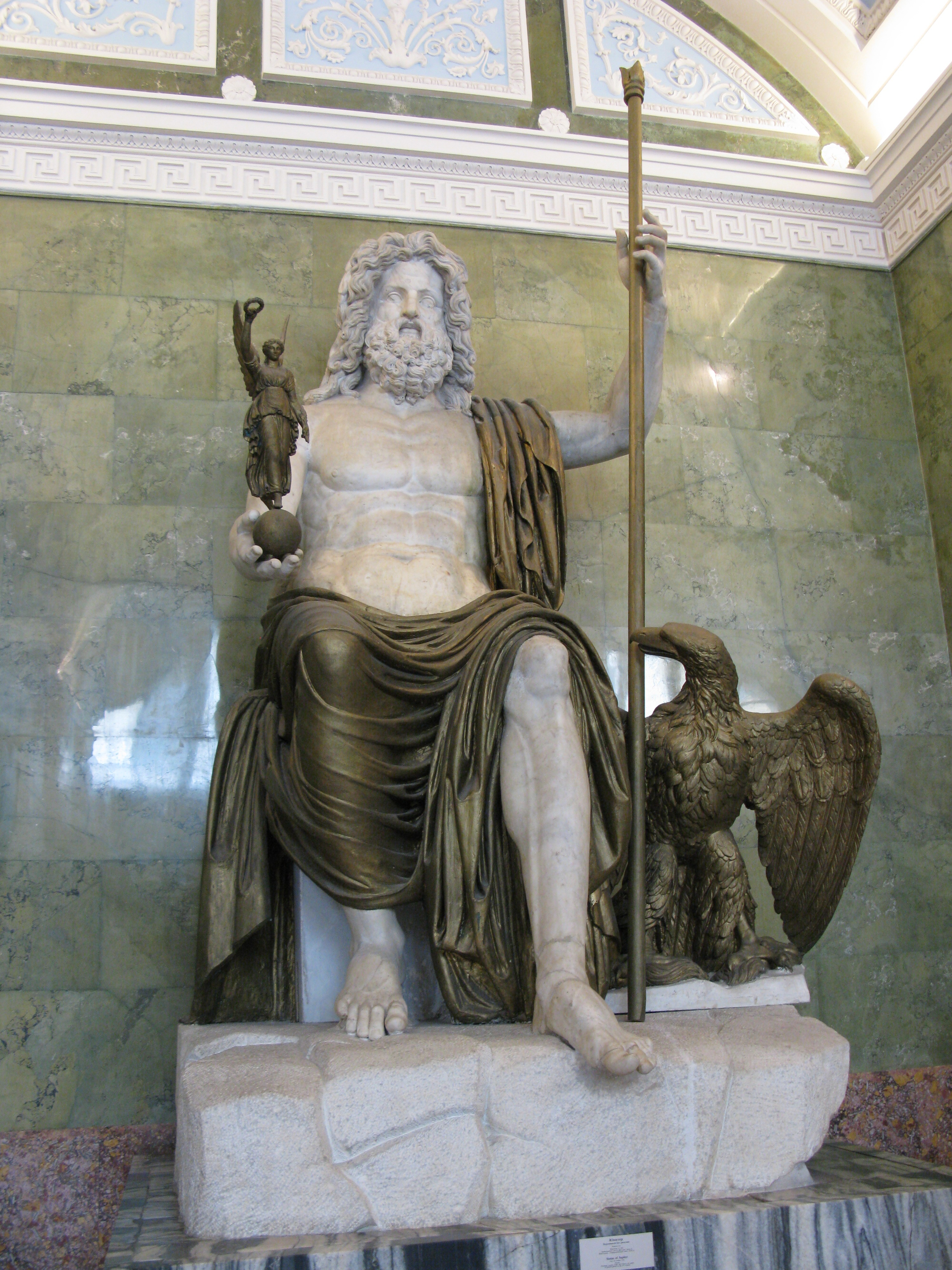
تمثال جوبيتير أواخر القرن الميلادي الاول

في حين اقترب الفكر اليوناني من اللاهوت المسيحي لأول مرة عن طريق أفلوطين، وخصوصاً عن طريق كتابات وتفسيرات القديس اغسطينوس، اعتبر افلوطين أن المادة هي الشر، وهي بعيدة كل البعد عن المبدا الأول (مبدأ الخير المطلق) في الثالوث الذي وضعه (الواحد الخالق، ثم العقل الكلي ، ثم النفس الكلية). إذا للشر وجود ذاتي، ولكن ليس له قوة أو سلطة وليس الهاً، أي ان النفس تفقد رؤية الحق وتنحرف عن الاعتدال بسبب فقدانها المعرفة أو ادراك الحق والخير «نفس تفسير افلاطون»، وأفلوطين يتفق مع افلاطون بان المادة هي عرضية زائلة ومتغيرة، من هذا نستنتج ان افلوطين كان متفائلا، لا يؤمن بوجود الشر في العالم، فالعالم كله ولكن هناك درجات متفاوتة في وجود الخير «هذه فكرة تأثر بها القديس اغسطينوس ففسر الشر في العالم على إنه النقص في الطبيعة»، ولهذا يمكن القول أن تفسير افلوطين لفكرة وجود الشر هو إن في العالم (نفسا شاملة) وهي العناية الإلهية، التي تنتشر طبيعياً في العالم وتقوده إلى الصلاح، أما ما يعتبره الإنسان شراً إنما هي نظرة ضيقة، فهو في الحقيقة خير ضروري للنظام العام، مثل وجود الجلاد في صف القانون في نظام الدولة.

### في المجوسية
تختلف الفلسفات والاديان القديمة الشرقية عن الغربية بتركيزها على مسائل الجدل الشاعرية، وليس على المسائل الجدلية العقلية، فأن زرادشت يقول في الأفيستا: إني لأدرك أنك أنت وحدك الإله وأنك الأوحد الأحد، وإني من صحة إدراكي هذا أوقن تمام اليقين من يقيني هذا الموقن أنك أنت الإله الأوحد.. اشتد غداة انعطف الفكر مني على نفسي يسألها: من أنتِ، ولفكري جاوبت نفسي؛ أنا؟ إني زرادشت أنا، وأنا كاره، أنا الكراهية القصوى للرذيلة والكذب، وللعدل والعدالة أنا نصير ويبدو ان رزادشت يؤمن بوجود إلٰه واحد خالق، خلق قوى الخير والشر، وإن صراع الإنسان القلبي بين الخير والشر هو الذي يؤله كلَا منهما، ولذا فأن الزرادشتين ليسو موحدين ولا مشركين، ويؤمن الزرادشتين بـ سبتامينو (وهي تمثل الوعي والإدراك للخير والاعمار) وأنكرامينو (قوى الظلام أو الشر) تحت إله واحد وهو أهورامزدا (الحكمة المضيئة والمطلقة).
وتؤمن الديانة الماوية والديانة اليزيدية بوجود قوى الشر كقوى موازية لحياة البشر ولها قوى مسيطرة، وتدعو كل هذه الاديان بالعمل الصالح وتدعو إلى العمران والزراعة وحسن معاملة الإنسان والحيوان.

### في ميثولوجيا الحضارات القديمة
لم تتبلور فكرة الخير والشر بوضوح في العصور القديمة، وكانت قوى الخير وقوى الشر تتصارع فيما بينها مثل البشر، ولم تكن هناك فكرة خير مطلق أو شر مطلق، وإنما الآلهة نفسها فيها الخير والشر.

## نظرة عامة
ونلاحظ تطور الفكر العام حسب العصور التاريخية، من تشبيه الخير والشر كوجهين لعملة واحدة، إلى فكرة التوحيد التي ترى أن الإيمان يتوحد لربٍ واحد بيده كل المقادير، وإن تشتت الإيمان يؤدي إلى الشر.